# Fortún Garcés

Królestwo Nawarry za panowania Fortuna Garcesa

Fortún Garcés zwany Jednookim lub Mnichem (hiszp. Fortún Garcés el Tuerto; ur. ok. 845, zm. prawdopodobnie po 922) – król Nawarry w latach 882-905, ostatni władca z dynastii Arista, założonej przez jego dziadka.
Był najstarszym synem Garcí Íñigueza oraz Urraki z Gaskonii, córki Lope Sancho, króla Gaskonii i dziedzicem jego tronu. Prawdopodobnie od ok. 860 był uwięziony przez 20 lat przez Muhammada I na skutek wojny z Maurami; wtedy też wyłupiono mu jedno oko. W tym czasie jego córka Oneka Fortunez miała być zmuszona do poślubienia następcy Muhammada I, Abd Allaha. Pojawiają się teorie, że jego ojciec zmarł w 870, a więc interregnum trwało 10 lat (miał wtedy rządzić Garcia Jimenez, założyciel dynastii Jimenez). Prawdopodobnie później Garcia Jimenez odgrywał ważną rolę na dworze Fortuna (o czym świadczy ślub najstarszego syna Fortuna z jego córką), być może sam kontrolował część królestwa (nazywany jest królem w Roda Codex). Fortuna wypuszczono z niewoli wraz z córką w 880 i prawdopodobnie w 2 lata później objął władzę po śmierci ojca w bitwie pod Ayhar. O jego dalszym panowaniu stosunkowo niewiele wiadomo. Bardziej niż kampaniom wojskowym przeciw walecznemu Muhammadowi ibn Lubbowi, emirowi z Banu Qasi poświęcał się pobożności, często modlił się w klasztorach. W 893 nadał nowe tereny klasztorowi San Julián de Labasal, w 901 wsparł klasztor w Leyre. W 900 roku sprzymierzył się z Alfonsem III do walki z Muhammadem ibn Lubbem. W 905 roku Alfons III Wielki, król Galicji, Asturii i Leonu oraz Rajmund I, hrabia Pallars i Ribagorza sprzymierzyli się przeciw Fortunowi. Strącili go z tronu i osadzili na nim  bardziej energicznego Sancha z Nawarry, swego kuzyna i zarazem syna Garcii Jimeneza. Był on pierwszym faktycznym władcą z dynastii Jimenez. Fortun został zmuszony do ucieczki i zostania mnichem w Leyre.
Z żoną Orią miał 5 dzieci (spekulowano, że to mogły nie być jego dzieci ze względu na długotrwałą niewolę):
- Íñigo Fortuneza, męża Sanczy Garces z Nawarry, córki Garcii Jimeneza, z którą miał troje dzieci
- Aznara Fortuneza, który z nieznaną z imienia żoną doczekał się jednego syna
- Blasco (Velasco) Fortuneza, być może męża drugiej córki Garcii Jimeneza, z którą miał trzy córki
- Lope Fortunez
- Onekę Fortunez, żonę Abd Allaha, po jego śmierci żonę swego kuzyna Aznara Sancheza z Larraun (syna Sancha, drugiego co do starszeństwa syna Garcii Inigueza); prawdopodobnie przez nią upowszechniło się imię Fortun w dynastiach muzułmańskich na Półwyspie Iberyjskim